# Nature Human Behaviour
Nature Human Behaviour è una rivista scientifica multidisciplinare mensile, sottoposta a revisione paritaria e disponibile solo online, che tratta tutti gli aspetti del comportamento umano. È stata fondata nel gennaio 2017 ed è pubblicata dalla Nature Portfolio.
Il caporedattore è Stavroula Kousta. 
Secondo il Journal Citation Reports, nel 2024 la rivista ha avuto un fattore di impatto pari a 15.5.

## Politica sui potenziali danni
Nell'agosto 2022, la rivista ha pubblicato un editoriale intitolato Science must respect the dignity and rights of all humans (La scienza deve rispettare la dignità e i diritti di tutti gli esseri umani), per contrastare le disuguaglianze strutturali e la discriminazione nella società della scienza. L'articolo affermava che gli editori hanno il diritto di modificare, rifiutare o ritirare contenuti che possono essere "denigratori", "non inclusivi" o che "minano la dignità o i diritti di gruppi specifici".